# Сосновка (Косинский район)
Сосновка — посёлок в Косинском муниципальном округе Пермского края. Располагается западнее районного центра, села Коса, на правом берегу реки Лолог. Расстояние до районного центра составляет 16 км. По данным Всероссийской переписи населения 2010 года, в посёлке проживало 182 человека (94 мужчины и 88 женщин).

## История
Посёлок Сосновка начал заселяться в 1928 году. По данным на 1 июля 1963 года, в посёлке проживало 824 человека. Населённый пункт входил в состав Сосновского сельсовета.
В 2005—2019 годах входил в состав Чазёвского сельского поселения.